# Otto von Lüdinghausen
Otto Wilhelm Freiherr von Lüdinghausen-Wolff (* 14. November 1881 in Berlin; † 29. Dezember 1948 in Berlin-Wilmersdorf) war ein deutscher Jurist. Er wurde vor allem als Verteidiger im Nürnberger Prozess gegen die Hauptkriegsverbrecher bekannt.

## Leben und Tätigkeit
Lüdinghausen war ein Sohn des Otto von Lüdinghausen und seiner Ehefrau Anna, geb. Burgen. Nach dem Schulbesuch studierte Lüdinghausen Rechtswissenschaft. Er wurde 1906 in Leipzig promoviert. 
Von 1945 bis 1946 wirkte Lüdinghausen als Verteidiger des ehemaligen Reichsaußenministers Konstantin von Neurath an den Nürnberger Prozessen gegen die Hauptkriegsverbrecher mit. Norman J. W. Goda beschreibt Lüdinghausens Verteidigung als „einfallslos“. Sie habe sich im Wesentlichen auf das Vorbringen von Charakterzeugnissen zugunsten seines Mandanten beschränkt, ohne auf die diesem zur Last gelegten Anklagepunkte einzugehen. In „eintöniger, fast träge zu nennender“ Weise habe Lüdinghausen sich bei seinen Anstrengungen, Neurath zu entlasten, auf das Argument gestützt, dass Neuraths Außenpolitik bis zum Jahr 1938 und der Krieg selbst durch die Ungerechtigkeiten des Versailler Vertrages von 1919 ausgelöst worden seien. Der Stuttgarter Bischof Theophil Wurm, ein Landsmann Neuraths, meinte später, Lüdinghausen sei der Aufgabe in Nürnberg nicht gewachsen gewesen, weshalb es zu dem angeblichen Fehlurteil gegen Neurath gekommen sei.

## Schriften
- Die Verpfändung des Niessbrauchs nach römischem Recht und bürgerlichem Gesetzbuch, 1906. (Dissertation)